# Tlatempa, Hidalgo
Tlatempa är en ort i Mexiko.   Den ligger i kommunen Acaxochitlán och delstaten Hidalgo, i den sydöstra delen av landet, 130 km nordost om huvudstaden Mexico City. Tlatempa ligger 2 236 meter över havet och antalet invånare är 195.
Terrängen runt Tlatempa är huvudsakligen kuperad, men åt nordväst är den platt. Runt Tlatempa är det ganska tätbefolkat, med 239 invånare per kvadratkilometer. Närmaste större samhälle är Tulancingo, 18,6 km sydväst om Tlatempa. I omgivningarna runt Tlatempa växer i huvudsak blandskog.